# 990
Năm 990 là một năm trong lịch Julius.